# Relient K
Relient K is een Amerikaanse christelijke poppunkband uit Ohio, genoemd naar de auto van gitarist Matthew Hoopes, een Plymouth Reliant. De band werd opgericht in 1998 door Matthew Thiessen, Brian Pittman en Matthew Hoopes. Kort daarna voegde Todd Frescone zich bij de band.

## Bandleden
Het brein achter de band is Matthew Thiessen, die de meeste nummers schrijft.
De aanvankelijke bezetting bestond uit:
- Matthew Thiessen – gitaar, piano en zang
- Brian Pittman – basgitaar
- Matthew Hoopes – gitaar
- Todd Frescone – drums

Na het demoalbum All Work and No Play werd Frescone vervangen door drummer Stephen Cushman. Cushman bleef slechts tijdelijk, totdat hij door Jared Byers werd opgevolgd. Byers bleef ook tijdelijk, tot Dave Douglas zich in december 2000 bij de groep voegde. De band miste vanaf eind 2007 een drummer door het vertrek van Douglas. Hij verliet de band om samen met zijn echtgenote te gaan werken aan een eigen project.
De huidige bezetting is:
- Matthew Thiessen – gitaar, piano en zang (1998-heden)
- Matthew Hoopes – gitaar (1998-heden)
- Dave Douglas - drums (2000-2007, 2016-heden)
- Jon Schneck – gitaar en banjo (2005-heden)
- Ethan Luck - drums (2008-heden)

Lijst van vroegere leden:
- Todd Frescone – drums (1998)
- Stephen Cushman – drums (1998-2000)
- Brian Pittman – basgitaar (1998-2004)
- Brett Schoneman – drums (2000)
- Jared Byers – drums (2000)
- John Warne – basgitaar (2004-2013)
- Tom Breyfogle – basgitaar, drums (2016-2017)
- Mark Lee Townsend – gitaar (2016)
- Jake Germany – keyboard (2017)

## Albums
- All Work & No Play (2000)
- The Anatomy of the Tongue in Cheek (2001)
- Two Lefts Don't Make a Right...but Three Do (2003)
- Mmhmm (2004)
- Let it Snow Baby... Let it Reindeer (2007)
- Five Score and Seven Years Ago (2007)
- The Bird and the Bee Sides (2008)
- Forget and Not Slow Down (2009)
- Collapsible Lung (2013)
- Air for Free (2016)